# Кононов Іван Анатолійович
Кононов Іван Анатолійович (1885–23.01.1959) — діяч російського флоту (капітан 1-го рангу, 1917), контр-адмірал (1918). Закінчив Морський кадетський корпус (1905), Миколаївську морську академію (1912) у Санкт-Петербурзі. З початком Першої світової війни — у штабі Чорноморського флоту, від 1915 — начальник Воєнно-морського управління Південно-Західного фронту, пізніше — на Румунському фронті. З кінця 1917 — у Білому русі. З квітня 1918 командував Донською, пізніше — Азовською військовими флотиліями. Від квітня 1920 — на еміграції у Франції.
Помер у м. Париж. Похований на російському кладовищі Сент-Женев'єв де Буа.